# Ferrovia Tientsin-Qinhuangdao
La ferrovia Tientsin-Qinhuangdao è una linea ferroviaria cinese ad alta velocità che collega  Tientsin e Qinhuangdao.

## Storia
I lavori di costruzione della ferrovia sono iniziati l'8 novembre 2008 e avrebbero dovuto concludersi nella prima metà del 2011 ma successivamente posticipati. Il 30 giugno 2011 viene inaugurata la stazione di Tientsin Ovest, capolinea della ferrovia, in concomitanza con l'apertura della linea Pechino-Shanghai. La conclusione dei lavori vengono prima spostata a novembre 2012 e poi alla seconda metà del 2013.
Il 26 luglio 2013 viene effettuato il primo test sulla ferrovia: l'inaugurazione avviene il 1º dicembre 2013.

## Caratteristiche
| Continuation backward |

| Station on track |

| Enter and exit tunnel |

|  | Unknown route-map component "ABZg+l" | Unknown route-map component "CONTfq" |

| Station on track |

| Station on track |

| Unknown route-map component "CONTgq" | Unknown route-map component "ABZgr" |  |

| Station on track |

| Stop on track |

| Stop on track |

| Stop on track |

| Stop on track |

| Station on track |

| Continuation forward |

La ferrovia ha una lunghezza di 261 chilometri e lungo il percorso si contano nove stazioni.
I treni viaggiano a una velocità di 350 km/h, comprendo la distanza tra i due capolinea in circa un'ora e undici minuti.